# Gustav Fehn
Gustav Fehn, född 21 februari 1892 i Nürnberg, död 5 juni 1945 i Ljubljana Jugoslavien, var en tysk general. Fehn befordrades till generalmajor i augusti 1940 och till general av pansartrupperna i november 1942. Han erhöll  Riddarkorset av Järnkorset i augusti 1940.
Fehn greps av brittiska trupper i maj 1945 och utlämnades månaden därpå till jugoslaviska myndigheter. Han arkebuserades tillsammans med Werner von Erdmannsdorff, Friedrich Stephan och Heinz Kattner.

## Befäl
- 33. infanteriregementet: 1 april 1939 – 30 juli 1940
- 5. Panzer-Division: 25 november 1940 - 1 oktober 1942
- XXXX. Panzerkorps: 1 oktober – 13 november 1942
- Tyska Afrikakorps (DAK): 16 november 1942 – 15 januari 1943
- Sårad, på sjukhus: 15 januari – 4 februari 1943
- LXXXVI. Panzerkorps: 1 juli – 20 augusti 1943
- XXI. Armeekorps: 10 oktober 1943 – 20 juli 1944
- XV. Gebirgs-Armeekorps: 20 juli 1944 – 8 maj 1945